# La Quinta Faccia
La Quinta Faccia è stato un gruppo musicale italiano, attivo negli anni settanta.

## Storia del gruppo
Il complesso si forma a Ivrea nel 1969, dall'unione di alcuni musicisti del Canavese, tra cui Romy Regruto, chitarrista che ha avuto già esperienze in sala d'incisione con i Rogers.
La Quinta Faccia viene scoperta da Detto Mariano; debutta nel 1971 con la canzone Nel giardino di Tamara, scritta da Vic Nocera e Roberto Valle (componente del gruppo che, alla fine dell'anno, entra nei Ragazzi del Sole, sostituito da Roby Malerba), che viene l'anno successivo ripresa da La Strana Società.
Cambiata casa discografica e passati alla Euro International (distribuita dalla Dischi Ricordi), il gruppo ottiene il successo nel 1974, con la reinterpretazione di Sugar Baby Love, hit dei The Rubettes, che arriva fino alla undicesima posizione e rimane in hit-parade per ventisette settimane.
Nel 1975 partecipano con Quattro stagioni al Festival di Sanremo, ma il brano passa inosservato; nello stesso anno ritrovano il successo con Tornerò, lanciata poco prima dai Santo California, raggiungendo con la loro incisione la decima posizione e pubblicando anche il primo album.
L'anno di maggiore successo è il 1977, con due hit come Let 'em In, cover del brano di Paul McCartney (settima posizione), e Piccola Luisa, scritta da Ermanno Capelli e Pino Panetta (nona posizione), e la pubblicazione di due album; in breve però comincia il declino, i dischi successivi non riscuotono successo, e nemmeno il quarto album in cui, oltre alle loro canzoni, vi sono alcune reinterpretazioni in lingua originale (Bohemian Rhapsody, Stayin' Alive, If You Leave Me Now) li risolleva, per cui decidono di sciogliersi alla fine del 1979.

## Formazione
- Roberto Malerba: voce solista, basso (dal 1971)
- Claudio Careggio: batteria, cori
- Romy Regruto: chitarre (dal 1969 al 1975)
- Nando Catalano: chitarra, cori (dal 1975)
- Luciano Donato: tastiere (1969-1976)
- Cesare San Martino: tastiere, cori (dal 1977)
- Roberto Palisca: tastiere, cori (dal 1976)
- Roby Valle: basso (1969-1971)

## Discografia parziale

### 33 giri
- 1975: La Quinta Faccia (Euro International, 10001)
- 1977: Let 'em In (UIM, 5094/010)
- 1977: Piccola Luisa (UIM, 5094/016)
- 1978: Greatest Hits Vol. 1 (UIM, 5093/023)

### 45 giri
- 1974: Sugar Baby Love/Daydreamer (Euro International, EUR 004)
- 1974: Tonight/Strano uomo (Euro International, EUR 005)
- 1975: Quattro stagioni/Una donna (Euro International, EUR 006)
- 1975: Tornerò/Anna Anna (Euro International, EUR 1938)
- 1975: Annich/Pronto amore (Euro International, EUR 1940)
- 1976: Dolce amore mio/Vai vai (Euro International, EUR 1947)
- 1977: Let 'em In/I Can't Ask for Anymore (UIM, 5090/146)
- 1977: Piccola Luisa/Abbracciati e ti salvi (UIM, 5090/154)
- 1978: Dolcemente/Sei tornata, di chi sei (UIM, 5090/190)

### 33 giri antologici
- 1971: Nuovi complessi d'avanguardia da Radio Montecarlo (Fonit, LPQ 09060, con i Delirium, Piero Montanaro & i Tibù, Gli Aspidi, I Cliffters, Le Mummie, i Jimmy M.E.C., Le Macchine per Sognare. La Quinta Faccia è presente con il brano Nel giardino di Tamara)

### 33 giri pubblicati fuori dall'Italia
- 1976: Tornerò (United Artist Records, LPS 88624; pubblicato negli Stati Uniti)
- 1976: Tornerò (Metronome, MLP 15550; pubblicato in Germania)

### 45 giri pubblicati fuori dall'Italia
- 1975: Tornerò/Annich (United Artist Records, UP 36976; pubblicato negli Stati Uniti)
- 1975: Tornerò/Anna Anna (Metronome, M 25.662; pubblicato in Germania)
- 1977: Piccola Luisa/Abbracciati e mi salvi (Ariola, 11878 AT; pubblicato in Germania)
- 1977: Let 'em Inn/I Can't Ask for Anymore (Yep, y 606; pubblicato in Turchia)